# Марко Ломич
Марко Ломіч (серб. Марко Ломић; 13 вересня 1983, Чачак, СФРЮ) — сербський футболіст, захисник  московського «Динамо».

## Кар'єра

### «Динамо» (Москва)
5 липня 2010 року підписав контракт з московським «Динамо» терміном на три роки.

### Збірна
Провів за збірну Сербії 1 матч, який завершився перемогою сербів над збірною Японії з рахунком 3:0

## Характеристика
Лівий захисник, що володіє дуже сильним поставленим ударом. Був улюбленцем уболівальників «Партизана», які відзначали веселий характер футболіста і одночасно спортивну злість і бійцівські якості.
Його можна по праву назвати універсалом — у «Партизані» гравець починав як форвард і хавбек. Сьогодні Марко, як і раніше любить підключатися до атаки, працюючи по всьому флангу.